# KK Danilovgrad
El KK Danilovgrad (Cirílico: КК Даниловград) es un club de baloncesto profesional de la ciudad de Danilovgrad, que milita en la Erste Liga, la máxima categoría del baloncesto montenegrino. Disputa sus partidos en el SC Danilovgrad, con capacidad para 1500 espectadores.

## Posiciones en liga
|  | - 2007: 5º - 2008: 6º - 2009: 4º - 2010: 7º - 2011: 8º - 2012: 10º | - 2013: 10º - 2014: 1º-(1B) - 2015: 9º-(1A) - 2016: 10º |

## Palmarés
- Campeón de la Prva B

2014

## Jugadores destacados
| - Anton Berishaj - Igor Bijelić - Goran Gajović - Željko Jovanović - Djordje Kavaric - Nikola Lalic - Igor Lutersek - Dragomir Marojević - Stevan Milosev - Filip Patkovic - Aleksa Popović | - Novak Popovic - Aleksandar Radulović - Filip Sekulic - Miroslav Skara - Nemanja Vranješ - Vladan Janjusevic - Marko Kadovic - Darko Radosevic - Royce Parran - Jay-R Strowbridge - Zoran Marojević |